# Toleranzakte
Die Toleranzakte (englisch Toleration Act, Act of Toleration) war ein Gesetz des englischen Parlaments vom 24. Mai 1689. Es gewährte den Nonkonformisten (Dissenters) (Mitglieder von Kirchengemeinden, die sich aus Glaubensgründen von der anglikanischen Amtskirche getrennt hatten) eingeschränkte Religionsfreiheit (mit Ausnahme der englischen Unitarier).

## Geschichte
Die absolutistischen Machtansprüche Karls I. und sein Bestreben, in England und Schottland die katholische Kirche wieder zur Staatsreligion zu machen, führten 1649 zum Bürgerkrieg. Nach der Restauration der Monarchie und der anglikanischen Kirche (1660) verabschiedete Karl II. ein Gesetz, das das Ziel hatte, das Land zu rekatholisieren. Die große Mehrheit der Engländer wollte jedoch anglikanisch bleiben.
Das Parlament beschloss gegen den Willen Karls 1673 den sogenannten Test Act, der festlegte, dass nur Angehörige der anglikanischen Kirche öffentliche Ämter bekleiden durften. Dies führte zum formalen Ausschluss der Mitglieder aller anderen Religionen, inklusive Katholiken und der nichtanglikanischen Protestanten (Dissenters), von diesen Ämtern und der Mitgliedschaft im Parlament. Beamte und Offiziere mussten den sogenannten Suprematseid leisten, welcher besagte, dass man die Oberhoheit des Königs über die Kirche und den Staat anerkannte, die katholische Transsubstantiationslehre ablehnte und bereit war, die Kommunion der Anglikaner zu empfangen.
Durch die Glorious Revolution entmachtete das Parlament Jakob II. und übertrug die Königswürde an die Protestanten William von Oranien und seine Gemahlin Maria II., Jakobs Tochter. Das Parlament beschloss den Toleration Act  und veröffentlichte ihn am 24. Mai 1689.

## Zum Inhalt
Die Toleranzakte erlaubte die freie Religionsausübung für die Nonkonformisten, inklusive eigener Kirchenbauten, Predigern und Lehrern, vorausgesetzt, diese legten einen Treueid ab. Die Toleranzakte galt für Quäker, Baptisten (aus der puritanischen Bewegung unter Einfluss der niederländischen Täuferbewegung entstanden), Kongregationalisten (ebenfalls aus der puritanischen Bewegung entstanden, ein Zweig der evangelisch-reformierten Kirchenfamilie, benannt nach ihrer Gemeindeverfassung Kongregationalismus), Methodisten (ebenfalls eine evangelische Freikirche, hervorgegangen aus der anglikanischen Kirche).
Die Nonkonformisten wurden zwar nun nicht mehr für ihre religiösen Überzeugungen bestraft, durften jedoch keine politischen Ämter bekleiden. Das Gesetz verbot die öffentliche Religionsausübung für Katholiken und Unitarier (eine antitrinitarisch-liberale Kirche, bezeichnet heute auch eine panentheistische humanistische Religion, die historisch aus der Ablehnung der Trinitätslehre entstanden ist). In der Bevölkerung fand das Gesetz großen Anklang, nur etwa sechs Bischöfe und 400 weitere Geistliche weigerten sich, den Suprematseid zu leisten. Diese bildeten dann schließlich eine eigene Religionsgemeinschaft, die Non-Jurors (Eidesverweigerer).
Unter bestimmten Bedingungen konnte auch noch nach einer Frist von bis zu 30 Tagen nachträglich der Eid abgelegt werden, damit man sein Amt weiter bekleiden durfte. Allerdings waren dafür zwei Zeugen notwendig, die sechs weitere Anwesende als Stellvertreter der anglikanischen Kirche von der Glaubwürdigkeit der religiösen Überzeugungen im Sinne der Staatskirche überzeugen mussten. Geschah dies nicht, wurde man festgenommen und gefoltert.
Den britischen Katholiken wurde 1791 die öffentliche Religionsausübung gestattet. Die britischen Unitarier wurde mit dem Unitarian Relief Act von 1813 den übrigen protestantischen Nonkonformisten bzw. Dissenters gleichgestellt, in dem die die Trinität betreffenden Aussagen der Toleranzakte von 1689 abgeändert wurden. 1829 wurden für die Katholiken alle rechtlichen Beschränkungen aufgehoben. Die Dissenters hatten die rechtliche Gleichstellung mit Anglikanern bereits ein Jahr früher erhalten. Trotz der zeitweiligen Diskriminierung von Dissenters und Katholiken waren Toleranzakte und Testakte wichtige Schritte in der Entstehung der neuzeitlichen Toleranzidee.